# Ein Augenblick Freiheit
Ein Augenblick Freiheit é um filme de drama austríaco de 2008 dirigido e escrito por Arash T. Riahi. Foi selecionado como representante da Áustria à edição do Oscar 2009, organizada pela Academia de Artes e Ciências Cinematográficas.

## Elenco
- Navid Akhavan
- Pourya Mahyari
- Elika Bozorgi
- Sina Saba
- Payam Madjlessi
- Behi Djanati-Ataï
- Kamran Rad
- Said Oveissi
- Fares Fares
- Ezgi Asaroglu
- Toufan Manoutcheri
- Michael Niavarani
- Soussan Azarin
- Johannes Silberschneider